# Wingst
Wingst (niederdeutsch Wingst) ist eine Gemeinde in der Samtgemeinde Land Hadeln im Landkreis Cuxhaven in Niedersachsen.

## Geografie

### Lage
Die Gemeinde Wingst liegt rund 35 km südlich der Mündung der Elbe in die Nordsee und nur etwas westlich des Unterlaufs der Oste. Die Ortsteile der Gemeinde befinden sich rund um den Höhenzug Wingst. Sie liegen nordwestlich von Hemmoor an der Bundesstraße B 73 und an der Grünen Küstenstraße.
Im Südwesten der Gemeinde Wingst befindet sich der Balksee. In Altkehdingen befindet sich ein ehemaliges Naturschutzgebiet, der Forst Altkehdingen.
Der Artikel Wingst (Höhenzug) beschreibt die geographischen und geologischen Gegebenheiten der Wingst.

### Gemeindegliederung
| - Altkehdingen - Bargkamp - Dobrock - Ellerbruch - Geestberg - Grift - Höden - Höftgrube | - Oppeln - Seemoor - Süderbusch - Voigtding - Westerhamm - Wassermühle - Weißenmoor - Zollbaum |

### Nachbargemeinden
|        | Cadenberge                                  |           |
| Bülkau | Kompassrose, die auf Nachbargemeinden zeigt | Oberndorf |
|        | Mittelstenahe                               | Hemmoor   |

## Geschichte
Der Artikel Geschichte von Hadeln und Wursten hilft, das Folgende einzuordnen.

### Besiedlung

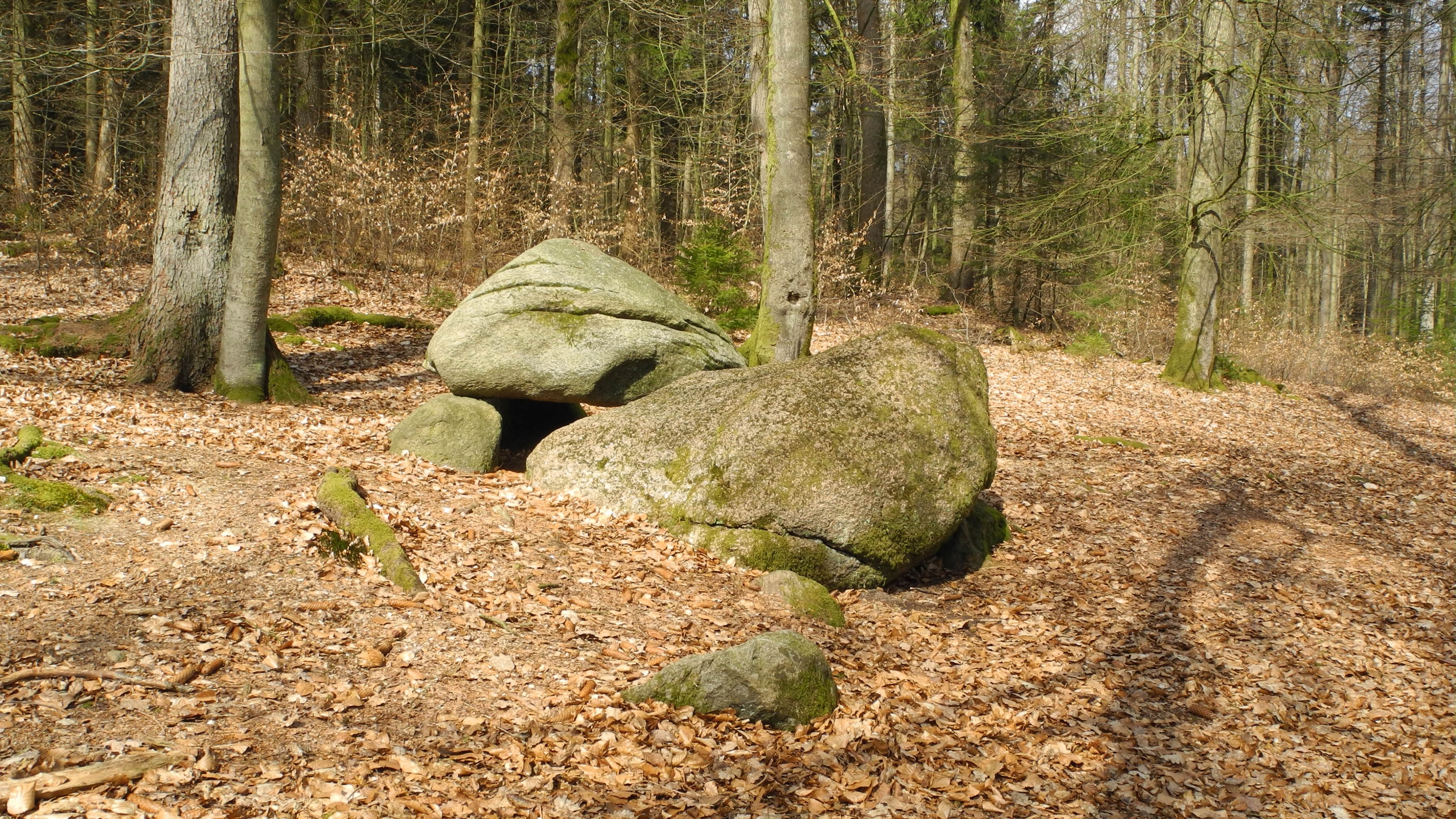
Großsteingrab in der Wingst aus der Jungsteinzeit

Auf dem Gebiet der Wingst haben in der Jungsteinzeit schon viele Menschen gelebt, wie aus vielen Funden und Grabstätten hervorgeht. Die Steingräber und Hügelgräber sind heute noch zu sehen. Durch ihren Schutz vor Überflutungen war die Wingst im Weser-Elbe Dreieck ein idealer Siedlungsplatz. Um Christi Geburt bewohnten die Chauken den Raum beidseitig der Weser und ihre Friedhöfe und Siedlungen konnten auch in der Wingst nachgewiesen werden. Funde römischer Münzen deuten auf einen regen Handel mit römischen Kaufleuten zu dieser Zeit hin. Etwa 300 n. Chr. übernahmen die Sachsen das Land. Im 8. Jahrhundert fiel das Gebiet dann an Karl den Großen und wurde dem Fränkischen Reich eingegliedert. Um die Jahrtausendwende überfielen Wikinger das Land. Die ältesten Siedlungen im Gebiet der Wingst sind vermutlich Cadenberge, Dobrock und Westerhamm.

### Erste Erwähnung der Wingst
Die Bezeichnung Winx, heute Wingst, wurde erstmals in der Verkaufsurkunde vom 19. März 1301 erwähnt, in der die ehemalige Remperburg am Balksee vom Erzbischof Giselbert von Brunkhorst an die Ritter Erpo von Luneberg und Augustin von Osten überlassen wurde. Der Forst Wingst gehörte zu den bei dem Verkauf inbegriffenen Besitzungen. Hier werden auch die Ortsteile Westerhamm, Oppeln und Kadewisch erwähnt.
In den folgenden Jahren wurde die Wingst allerdings Stück für Stück wieder zurückgekauft und war 1507 wieder vollständig in Besitz des Erzbistums Bremen. Im Dreißigjährigen Krieg musste die Bevölkerung vor allem unter den Schweden leiden. Sie beherrschten das Gebiet noch bis 1712 Hieran erinnert noch heute das Schwedenfeld, auf dem sie ihr Lager aufgeschlagen hatten.
Ab 17. Jahrhundert bis Anfang des 20. Jahrhunderts ist das Gut Dobrock (heute Gästehaus des Forsthauses Dobrock) im Besitz des Geschlechtes Bremer, die während dieser Zeit die Entwicklung der Wingst maßgeblich mitgestalteten. Bereits Anfang des 16. Jahrhunderts hatten schon andere Mitglieder dieser Familie ihren Sitz in Cadenberge mit Besitz in der Wingst.

### Bildung der Gemeindestruktur

Historische Ortsteile der Wingst seit 1657

Unter dem Begriff Wingst wurden zunächst vor allem die zentral gelegenen Wingsthöhen bezeichnet. Diese waren bis Anfang des 19. Jahrhunderts nur zum kleineren Teil bewaldet vor allem im Bereich der herrschaftlichen bzw. staatlichen Besitzungen auf den Höhen. Der übrige Bereich bestand vor allem im nördlichen Bereich aus Stühbusch im Übrigen aber aus sandigem Boden mit kurzer Heide bewachsen. Im Laufe des 19. Jahrhunderts begann dann eine Aufforstung.
Im 15. Jahrhundert etablierten die Bremer Erzbischöfe Neuhaus als Verwaltungssitz des östlichen Gebiets des Erzstifts Bremen. Es war damit zuständig für die Kirchspiele Neuhaus, Geversdorf, Oberndorf, Belum, Kehdingbruch, Bülkau, Oppeln und Cadenberge. Neuhaus behielt seine Rolle als Verwaltungszentrum bis 1932 zuletzt als Kreisstadt und bis 1973 noch als Sitz des Amtsgerichts. Die Hauptaufgaben zur erzbischöflichen Zeit waren Gerichtsbarkeit und Eintreiben der Abgaben. Mit der Ausbildung der hierfür nötigen Verwaltungsstrukturen manifestierte sich der Distrikt Wingst, der wechselnde Teile der um die Wingst liegenden etwa 30 Ortschaften zusammenfasste immer mit Ausnahme des am nördlichen Rand liegenden Cadenberge. Die Klammer war hierbei die Gemeinheit. Hierbei handelt es sich um die Wiesen, die dem ganzen Dorf gehörten und vom Vieh des Dorfes gemeinsam abgegrast wurde. Die Wiesen am Rande des Wingster Höhenzugs bildeten die Gemeinheit der um die Wingst liegenden Siedlungen. Die Größe der Wingster Ortschaften wurde wie zu dieser Zeit üblich durch die Anzahl der Feuerstätten (Haushalte) erfasst und bewegte sich dabei zwischen 1 und 30 Feuerstätten. Je Feuerstätte rechnete man dabei mit 4–5 Personen. Eine Aufstellung aus dem Jahr 1657 wies unter anderem folgende Ortsgrößen aus: Grift 27 Feuerstädte, Dobrock 20, Westerhamm 12, Weißenmohr 20, Ellerbruch 4. Das gesamte Kirchspiel Cadenberge hatte zu dieser Zeit 381 Feuerstellen.

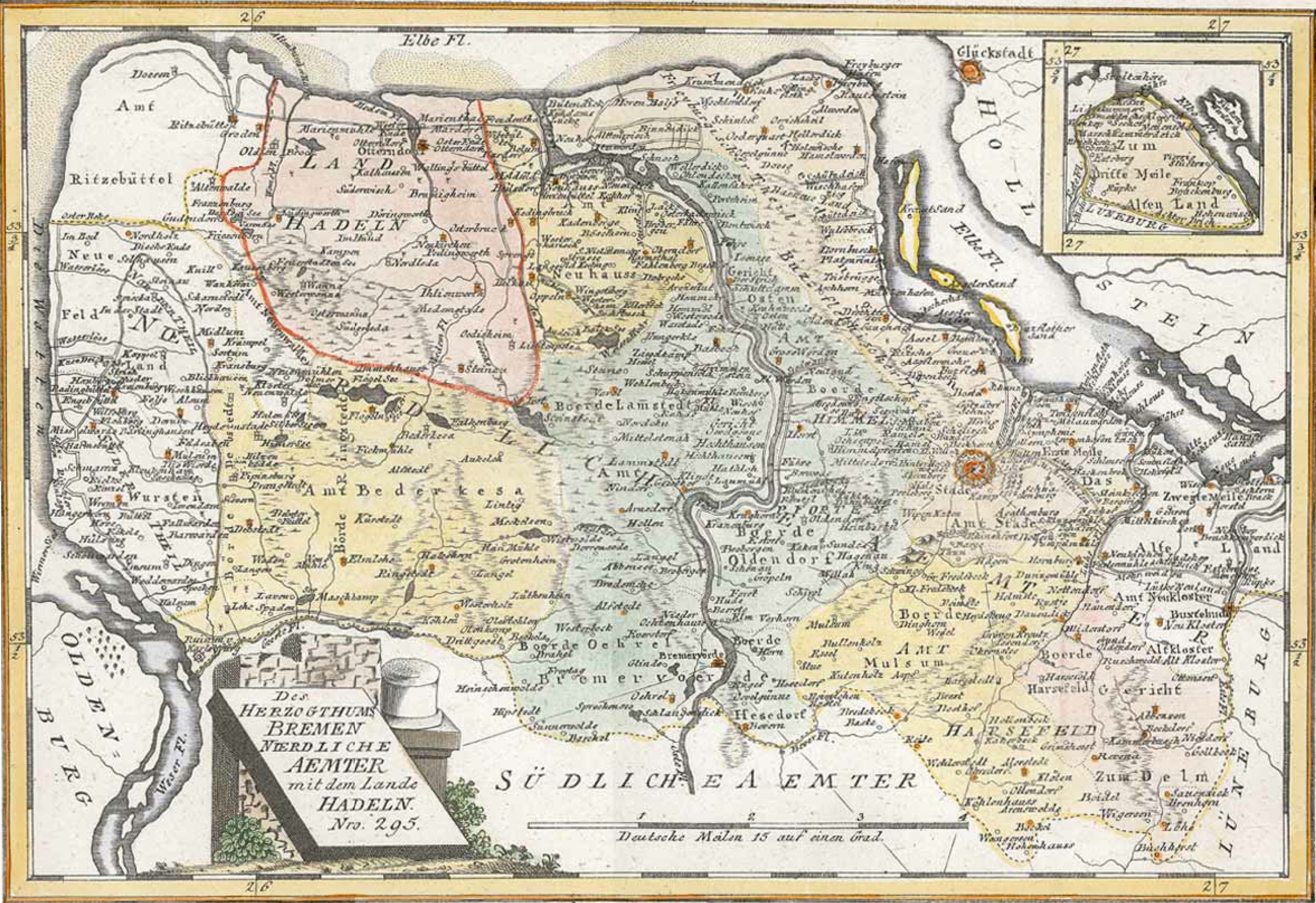
Herzogthum Bremen noerdliche Aemter 1791, Wingster Ortsteile werden noch nicht als politische Einheit dargestellt

Erste Erwähnung des Distrikt Wingst als organisatorische Einheit findet sich in Aufzeichnungen zur Struktur des Kirchspiels Cadenberge. Wie etwa 1770 nachzulesen bestand das Kirchspiel Cadenberge geographisch aus
Kirchspiel Cadenberge
1. Cadenberger District
2. Voigtding
3. Westercadewisch
4. Wingster District bestehend aus den Unterdistrikten
  - Neuendeich
  - Westerhamm
  - Grift
  - Westermoor

Die Unterdistrikte bestanden dabei jeweils aus einer größeren Ortschaft mit den umliegenden kleineren Ortschaften und wurde in den Versammlungen durch einen Gevollmächtigten repräsentiert.
1822–1846 fand basierend auf einer Verordnung der Regierung die Wingst-Teilung statt. Ziel war es, die Gemeinheit also den bis dahin der Allgemeinheit gehörenden Besitz in Privateigentum zu überführen. Man war der Überzeugung, dass die Flächen im Privatbesitz effektiver genutzt würden. In der Wingst führte die Teilung zu klaren Besitzverhältnisse zwischen der Forstherrschaft (staatlich), dem Graf Bremer und den Höfen. Da es um die Teilung viele Auseinandersetzungen gab, konnte sie erst nach 24 Jahren abgeschlossen werden. Der staatliche Anteil wurde im Zuge der Teilung mit der Durchsetzung von Ansprüchen und Käufen auch wegen Gebührenforderungen im Zusammenhang mit der Teilung deutlich vergrößert.
Das Gesetz über die Landgemeinde von 1852 trennte die politische Gemeindeverwaltung von der kirchlichen. Die Ortsvorsteher wurden beamtet und folgende Gemeindestruktur für eine Samtgemeinde Cadenberge in Anlehnung an das bestehende Kirchspiel festgelegt:
Samtgemeinde Cadenberge bestehend aus drei größeren Gemeinden
1. Cadenberge
2. Voigtding
3. Wingst (eine größere Gemeinde) bestehend aus den Gemeinden
  - Neuendeich
  - Dobrock
  - Weißenmoor
  - Westerhamm
  - Grift
  - Westermoor

Die Gemeinden der Wingst auch Abteilungen genannt setzten sich wiederum aus mehreren Ortsteilen zusammen. Jeder Abteilung stand ein Gemeindebeamter vor. Die Leitung der Samtgemeinde war zunächst strittig, sodass erst 1854 die Leitung der Samtgemeinde durch ein rollierendes Verfahren für den Vorsteher der Samtgemeinde festgelegt wurde.
1874 veranlasste eine neue Verfügung des königlichen Amtes die Gemeindeversammlung der Wingst, einen Standesbeamten auf Samtgemeindeebene abzulehnen und einen eigenen Standesamtsbezirk zu bilden. Dies konnte gegen anfängliche Widerstände durchgesetzt werden. Damit fielen der Wingst wesentliche Verwaltungsbefugnisse zu und sie löste sich damit faktisch aus dem Samtgemeindeverbund mit Cadenberge. Johann Kröncke wurde jetzt zum Hauptvorsteher der Wingst gewählt und ihm das Amt des Standesbeamten der Gemeinde Wingst übertragen. Damit wurde Johann Kröncke der erste Bürgermeister der Wingst.
1936 wurde Ernst-August von der Wense die in Staatsbesitz befindlichen Forstgebiete sowie die ehemals gräflich Bremersche Forste der Wingst übertragen im Tausch gegen die für den Truppenübungsplatz Bergen von der Wehrmacht übernommenen Güter in Wense im Heidekreis. Durch sein Wirken konnte gegen Ende des 2. Weltkriegs größere Zerstörungen der Wingst verhindert werden. Als Bürgermeister ab 1945 nahm er sich der Flüchtlings- und sozialen Probleme nach dem Krieg an. So mussten nach dem Krieg vorübergehend über 1000 Heimatvertriebene versorgt werden (siehe nächsten Abschnitt).
Am 1. Juni 1965 wurde für eine effizientere Verwaltung erneut eine Samtgemeinde gebildet zunächst aus den Mitgliedsgemeinden Cadenberge, Oppeln und Wingst mit dem Namen Samtgemeinde Am Dobrock. Im Zuge der Gebietsreform in Niedersachsen von 1972 wurde Oppeln und ein Teil von Voigting in die Mitgliedsgemeinde Wingst eingegliedert.
Die Ortsteile der Wingst haben heute keine eigenständigen Strukturen mehr und keine dedizierten Vertreter im Gemeinderat der Wingst. Nur die verschiedenen Schützenvereine und von einigen Ortsteilen betriebene Friedhöfe in der Wingst weisen noch auf die frühere Eigenständigkeit der Ortsteile hin. Dieser Zusammenschluss blieb auch nicht immer ganz spannungsfrei und führte in den 1950er Jahren im Gemeinderat zu Diskussionen, die Wingst in einen Westteil und einen Ostteil zu teilen.
Am 1. November 2016 wurden die Samtgemeinden Land Hadeln und Am Dobrock einschließlich der Mitgliedsgemeinde Wingst zu der Samtgemeinde Land Hadeln zusammengeschlossen.

### Einwohnerentwicklung
| Jahr | Einwohner | Quelle |
| ---- | --------- | ------ |
| 1848 | 1367 ∗    | [ 17 ] |
| 1910 | 1900 ∗    | [ 18 ] |
| 1925 | 1866 ∗    | [ 19 ] |
| 1933 | 1891 ∗    | [ 19 ] |
| 1939 | 2077 ∗    | [ 19 ] |
| 1950 | 3232 ∗    | [ 20 ] |
| 1956 | 2767 ∗    | [ 20 ] |
| 1973 | 3369 ∗    | [ 21 ] |

| Jahr | Einwohner | Quelle |
| ---- | --------- | ------ |
| 1975 | 3350 ∗∗   | [ 22 ] |
| 1980 | 3397 ∗∗   | [ 22 ] |
| 1985 | 3460 ∗∗   | [ 22 ] |
| 1990 | 3503 ∗∗   | [ 22 ] |
| 1995 | 3670 ∗∗   | [ 22 ] |
| 2000 | 3653 ∗∗   | [ 22 ] |
| 2005 | 3630 ∗∗   | [ 22 ] |
| 2010 | 3426 ∗∗   | [ 22 ] |

| Jahr | Einwohner | Quelle |
| ---- | --------- | ------ |
| 2015 | 3414 ∗∗   | [ 22 ] |
| 2020 | 3366 ∗∗   | [ 22 ] |
| 2025 | 0         | 0      |
| 2030 | 0         | 0      |
| 2035 | 0         | 0      |
| 2040 | 0         | 0      |
| 2045 | 0         | 0      |
| 2050 | 0         | 0      |

Einwohnerentwicklung der Wingst von 1848 bis 2020

Die auffälligen Bevölkerungsschwankungen zwischen 1939 und 1973 erklären sich im und nach dem Krieg durch die Heimatvertriebenen und Flüchtlinge. So stieg die Einwohnerzahl im Landkreis Hadeln von 1939 mit 42.482 Einwohnern bis 1950 auf 75.814 Einwohner also um über 33 Tausend und fiel dann wieder bis 1960 auf 61.500 Einwohner um etwa 14 Tausend. Im Jahr 1972 erhöhte sich die Einwohnerzahl wieder durch die oben beschriebene Eingliederung von Oppeln (Einwohnerzahl 408 im Jahr 1956) und einem Teil von Voigting (Einwohnerzahl 313 im Jahr 1956).

## Politik

### Gemeinderat
Der Rat der Gemeinde Wingst besteht aus 15 Ratsfrauen und Ratsherren aus deren Mitte ein ehrenamtlicher Bürgermeister gewählt ist. Dies ist die festgelegte Anzahl für die Mitgliedsgemeinde einer Samtgemeinde mit einer Einwohnerzahl zwischen 3001 und 5000 Einwohnern. Die Ratsmitglieder werden durch eine Kommunalwahl für jeweils fünf Jahre gewählt. Die aktuelle Amtszeit begann am 1. November 2021 und endet am 31. Oktober 2026.
Die letzte Kommunalwahl am 12. September 2021 ergab das folgende Ergebnis:
| Partei                | Anteilige Stimmen | Anzahl Sitze |
| --------------------- | ----------------- | ------------ |
| CDU                   | 53,68 %           | 8            |
| SPD                   | 31,96 %           | 5            |
| Bündnis 90/Die Grünen | 07,05 %           | 1            |
| WfdW                  | 07,31 %           | 1            |

- Die Wahlbeteiligung bei der Kommunalwahl 2021 lag mit 67,38 %[25] über dem niedersächsischen Durchschnitt von 57,1 %.
- SPD und ündnis 90/Die Grünen bilden eine Gruppe 6 Sitze, WfdW bleibt fraktionslos

### Bürgermeister
Der Gemeinderat wählte das Gemeinderatsmitglied Patrick Pawlowski (CDU) zum ehrenamtlichen Bürgermeister für die aktuelle Wahlperiode. Seine Stellvertreter sind Jan Kohrs (CDU), Stephan Reyelt (SPD) und Swen Vinup (CDU).
Chronik der Bürgermeister
- 2016–Dato: Patrick Pawlowski (CDU)[26]
- 2011–2016: Michael Schlobohm[27]
- 2008–2011: Reinhard Poppe (CDU)[28]
- 2001–2008: Klaus Föge (der Jüngere; nicht verwandt), (CDU)[28]
- 1964–2001: Klaus Föge (der Ältere), (CDU)[29]
- 1952–1964: Claus Glüsing[29]
- 1946–1952: Ernst-August von der Wense (DP)[29]
- 1934–1945: Gustav Offermann, Wassermühle[29]
- 1927–1934: Hinrich Gooß, Dobrock[29]
- 1907–1927: J. A. Meyer[29]
- 1873–1907: A. Kröncke[29]

### Wappen

#### Gemeindewappen
Der Entwurf des Kommunalwappens von Wingst stammt von dem Heraldiker und Wappenmaler Albert de Badrihaye, der zahlreiche Wappen im Landkreis Cuxhaven erschaffen hat. Das Wappen wurde am 14. August 1962 vom Regierungspräsidium Stade genehmigt und ist Teil des Dienstsiegels.
| Wappen von Wingst | Blasonierung: „In Grün auf silbernem Berg eine silberne Tanne, rechts und links von einer goldenen Kornähre beseitet.“ |
| Wappen von Wingst | Wappenbegründung: Der silberne Berg steht für den Silberberg, der höchsten Erhebung in der Wingst und im Elbe-Weser-Dreieck sowie Thema verschiedener Sagen und Legenden um die Wingst, die Tanne für eines der weiteren Wahrzeichen der Wingst, der Königstanne. Die Ähren weisen auf die Landwirtschaft hin, die die Einwohner ernährt. |

#### Wappen des Ortsteils

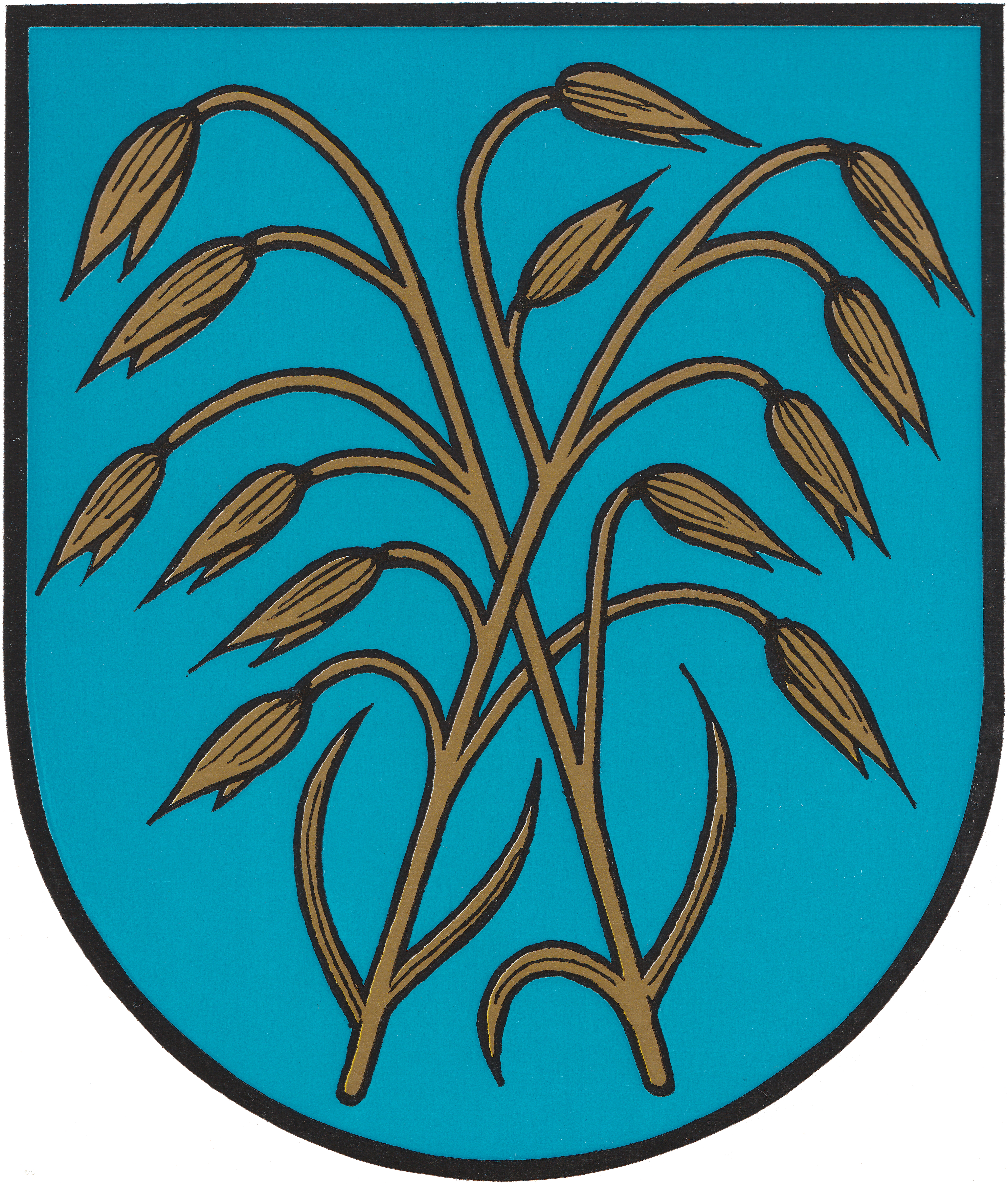
Oppeln (Details)

## Kultur und Sehenswürdigkeiten

### Bauwerke und Wahrzeichen

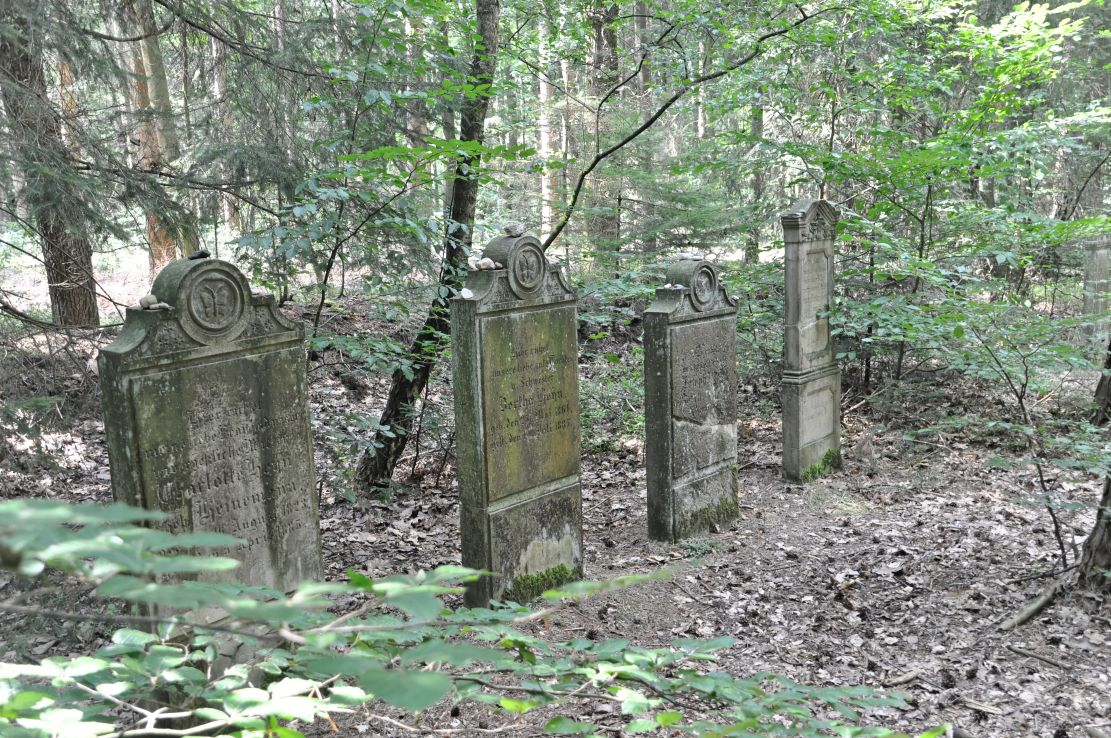
Alter Jüdischer Friedhof im Wingster Forst, 2014

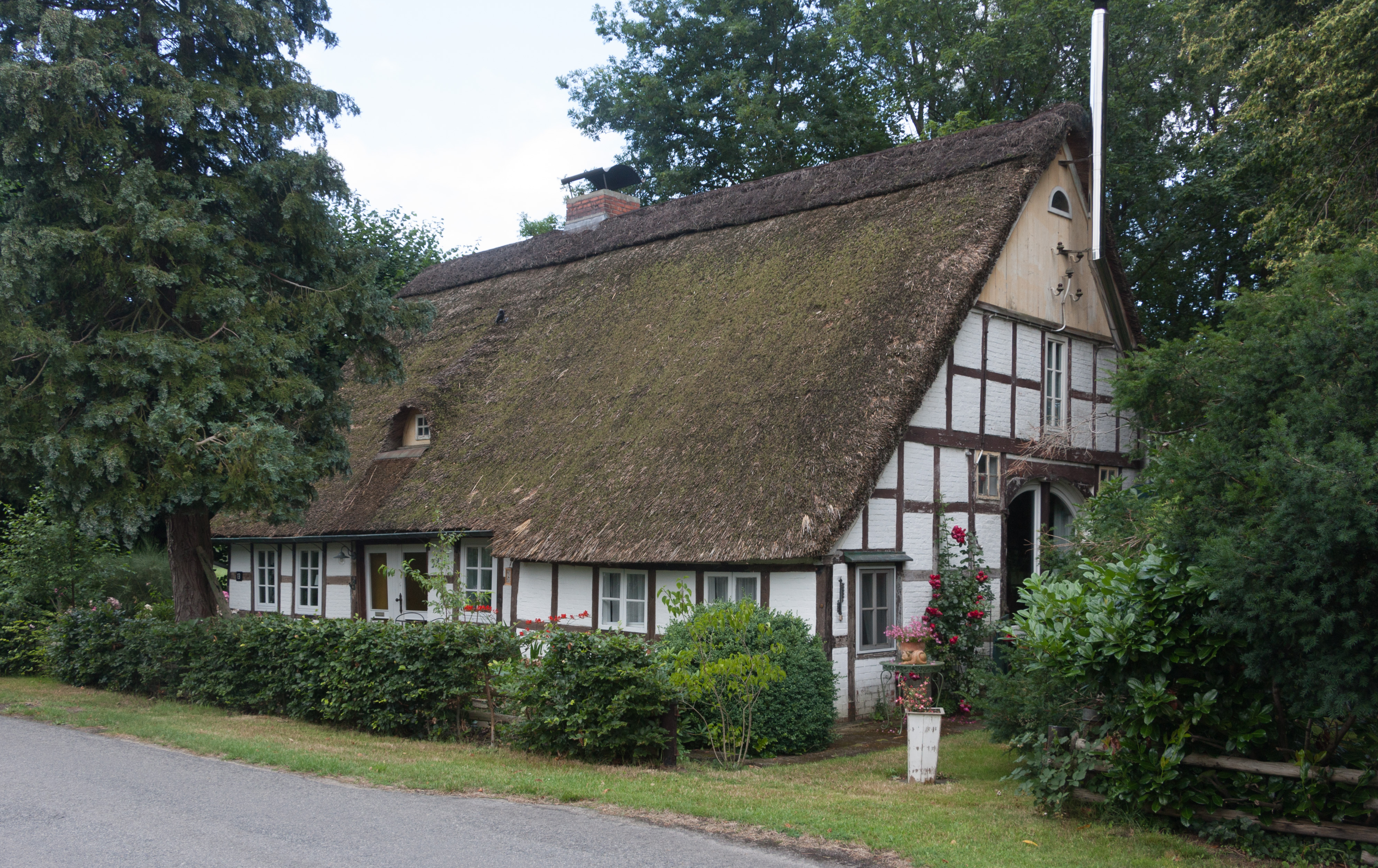
Wohn- und Wirtschaftsgebäude Im Moor 13

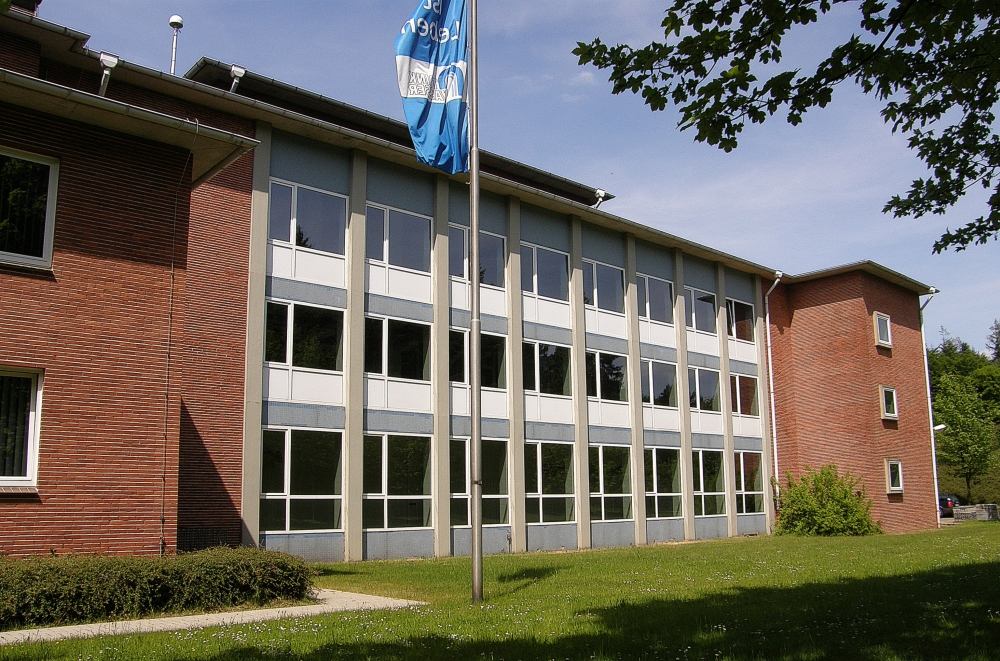
Wasserwerk in der Wingst

- Großsteingrab Wingst

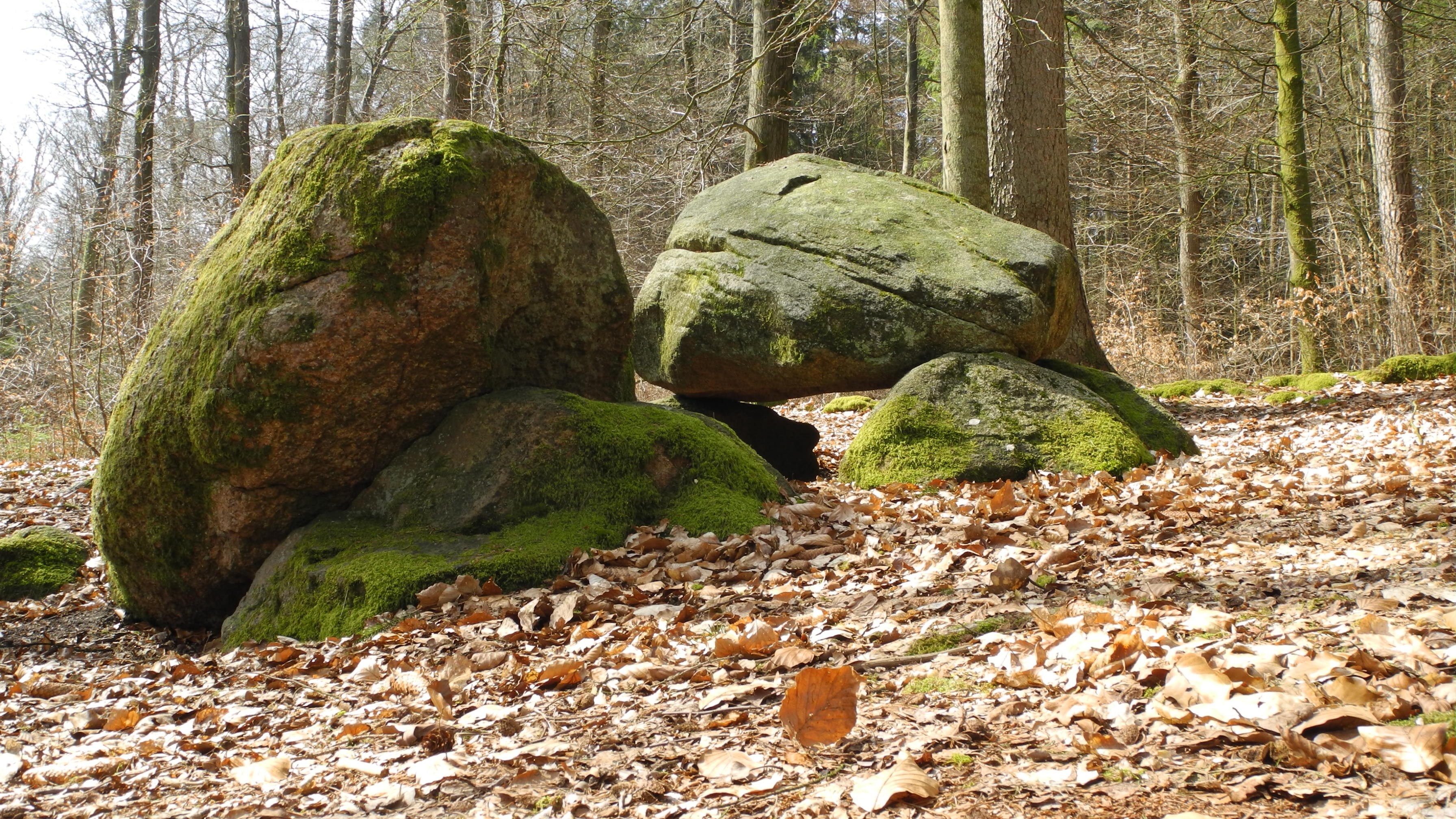
Großsteingrab Wingst

- Bugenhagen-Haus, benannt nach der Bugenhagen-Bibel von 1533/34; der Vorbesitzer August Winter aus Altkehdingen schenkte der Kirchengemeinde die Bibel des Reformators aus Pommern. Bugenhagen hielt seine Predigten auf plattdeutsch: deshalb wird im Juni zum Kirchweihfest auf Platt gepredigt.
- Schule Am Waldmuseum 9 von um 1720 in Fachwerk, heute Waldmuseum Wingst
- 23 m hoher Aussichtsturm Deutscher Olymp auf dem gleichnamigen Hügel (53 m hoch). Der zugängliche Turm wurde 2014 saniert.

- Jüdischer Friedhof

1786 erhielt erstmals ein Jude einen Schutzbrief für Dorum, dem zentralen Ort des Landes Wursten nördlich von Bremerhaven. In der Folge bildeten sich mehrere Synagogengemeinden im Lande, u. a. in Neuhaus (Oste). Die Juden von Neuhaus und Umgebung wurden auf dem "Wingster Judenfriedhof" im Wingster Forst begraben.
- Königstanne
- Ehemaliges Pfarrhaus Westerweg 1 von um 1732, 1855 und 1872, in Fachwerk und Backstein
- Wohn- und Wirtschaftsgebäude Ellerbruch 19 der Jägerei Wingst von 1799 in Fachwerk
- Wohn- und Wirtschaftsgebäude Kraienholt 26 von 1841 in Fachwerk
- Wohn- und Wirtschaftsgebäude Kraienholt 30 von 1853
- Wohn- und Wirtschaftsgebäude Geestberg 11 von um 1860
- Johannisbrunnen
- Wasserwerk
- Weißenmoor: Hofanlage Genhöfen 2 von um 1800 und Hofanlage Genhöfen 3 von 1829
- Kriegsgräberstätte Ellerbruch von 1921 und 1954
- Ehemaliges Forsthaus Altkehdingen 29 von 1927 in Zierfachwerk
- St.-Michaelis-Haus von 1989, am Michaelistag eingeweiht

### Museen
Das Waldmuseum Wingst von 1966 in Wassermühle in der ehemaligen Schule Am Waldmuseum 9 als Fachwerkhaus von um 1720 präsentiert Flora und Fauna des Wingster Waldes. 2013: neues interaktives Konzept um insbesondere Kindern die Zusammenhänge zwischen dem Lebensraum Wald und der Gefährdung durch den Menschen zu erklären. Museumsbesuche nur nach Anmeldung.

### Wingster Waldzoo
Im Sommer 1972 wurde der Baby-Zoo Wingst von der Tierhandelsfirma Ruhe gegründet. Er war für die Aufnahme von Tierkindern aus anderen Zoos gedacht, in denen oft zu viele Tierbabys zur Welt kamen oder die von ihren Eltern nicht angenommen wurden. Die Tiere gehörten oft zur „zweiten Generation“ von Zoo-Tieren und hatten sich an Menschen gewöhnt, während ihre Eltern noch Wildfänge waren. Etwa ab 2000 wurde für den nunmehrigen Zoo in der Wingst ein neues Konzept mit neuen Gehegen umgesetzt. Heute gibt es im Wingster Zoo vermehrt Tiergruppen in natürlicher gestalteten Gehegen. 2006/07 wurde der Zoo um einen Wolfs- und Bärenwald erweitert. Die Kernzone des Zoos, das Kontaktareal, wurde 2009 neu gestaltet und in der Gestaltung an einen niedersächsischen Bauernhof angelehnt. Seit 2018 wird der Tierbestand auf Waldtiere aus aller Welt geändert, seit 2022 firmiert er unter dem Namen Wingster Waldzoo.

### Sport und Freizeit

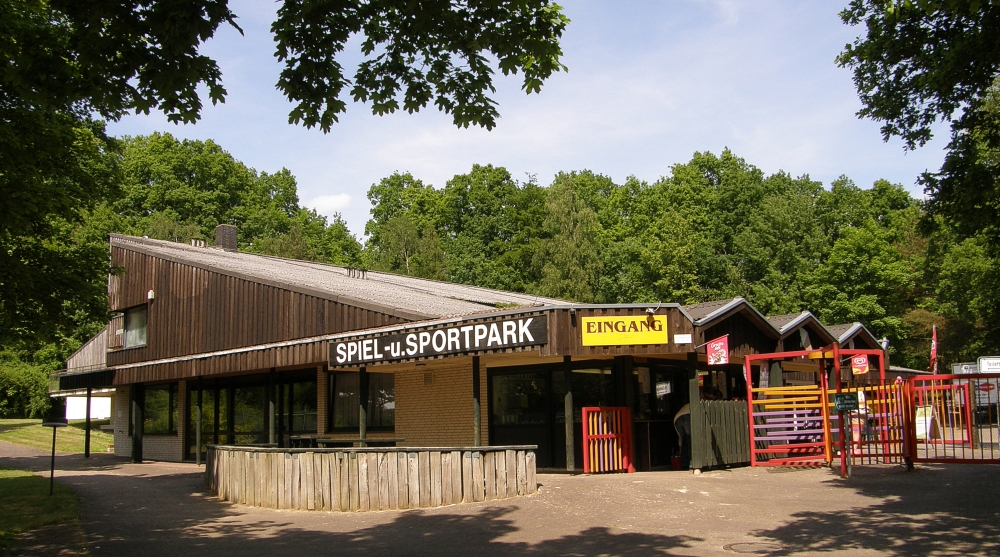
Freizeitpark

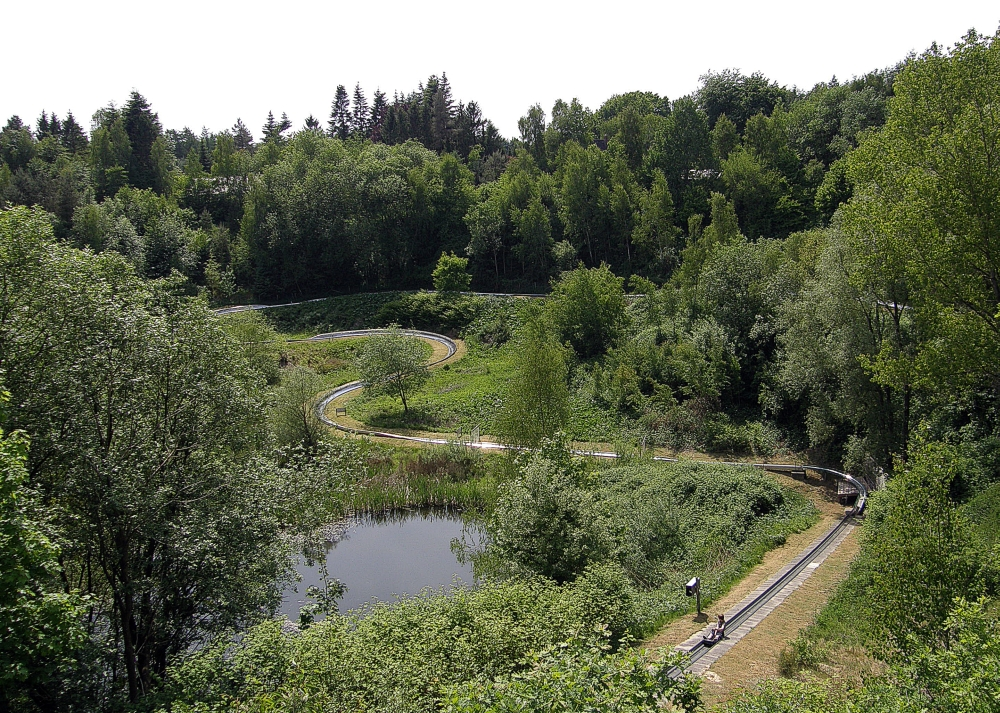
Sommerrutsche im Freizeitpark

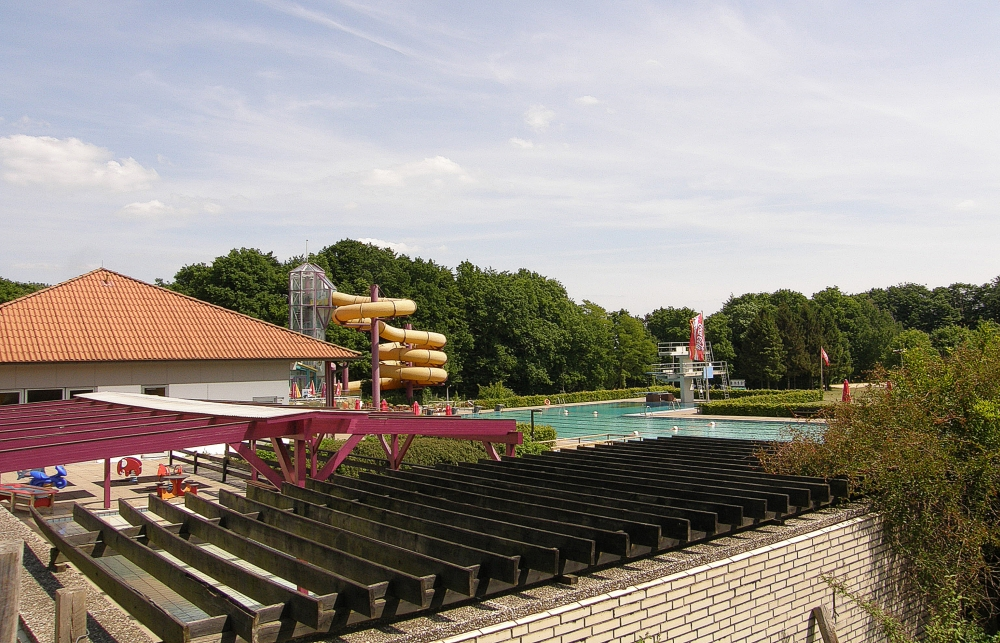
Das Schwimmbad

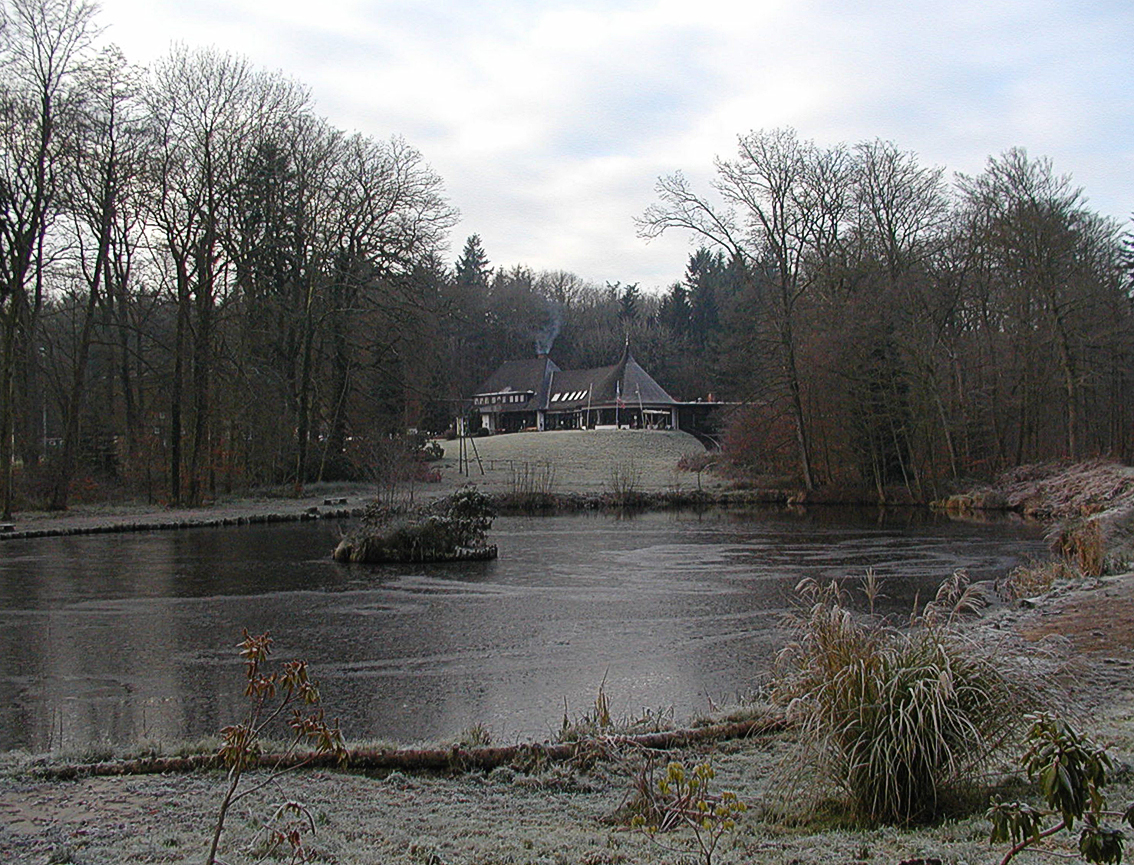
Gaststätte Das Forsthaus

- Spielpark Wingst mit 50.000 m² Größe, mit Freizeithaus und 60 Spiel- und Sportmöglichkeiten, 500 m lange Sommerrodelbahn mit Schlepplift, Baumseilpfad / Hochseilgarten, Wasserspaßbahn sowie interaktiver Spielplatz.[37]
- Hallen- und Freibad Wingst mit 100-m-Riesenrutsche, Hallenbecken (16 m Länge), Mehrzweckbecken, Mutter-Kind-Bereich, Freibecken, Sprungbecken mit Sprungbretter (1, 3, 5 m) sowie Liegewiese.[38]
- Fünf ausgeschilderte Wanderwege von etwa 6 bis 20 km Länge; seit 2011 der 30-km-Rundweg, der auch den Neuhaus-Bülkau-Kanal erschließt. 2013 wurde das Wegenetz um einen Rundwanderweg um Cadenberge erweitert.[39]
- Familienerlebnisweg von 2011, ein Waldlehrpfad mit interaktiven Stationen mit dem Wingster Waldspielplatz und dem Kurpark Wingst.
- Unter dem Schlagwort „Fitness für alle“ wurden 2010 und 2011 im Kurpark Wingst neun Ganzjahres-Fitnessgeräte aufgebaut.
- Verschiedene lokale Radrundwege und der Radfernweg North Sea Cycle Route
- Internationales Dobrock-Reitturnier[40]
- Im April 2017 findet zum ersten Mal der Giants Run in Wingst statt. Es handelt sich um einen Extrem-Hindernislauf (Obstacle Course Race), der sich die Vorzüge der Landschaft zu Nutze macht.
- 2018 wurde das erste Camp Canies (Hund-Mensch-Rennen) etabliert, das sich ähnlich wie der Giants Run der Vorzüge der Landschaft bedient. Die Veranstaltung findet seitdem jährlich statt.
- 2019 fand nach 23-jähriger Pause wieder ein Schlittenhunderennen statt. Eine Fortsetzung ist geplant.

### Kamelienzucht
Das weltweit renommierte Kamelienparadies Peter Fischer Wingst bestand viele Jahre bis um 2014. Nach dem Tod von Fischer konnten einige Exemplare für den Zoo in der Wingst gesichert werden. Die Staudenzüchterei Klingel und Luckart mit Malte Fischer veranstalten jährlich im März Kamelientage.

### Regelmäßige Veranstaltungen
- Erstes Quartal: Plattdeutsche Theatertage
- Hallenreitturnier des Unterelbischen Renn-, Reit- und Fahrvereins, Ende April
- Plattdeutscher Gottesdienst, Im Wingster Wald am Himmelsfahrttag
- Mai, Kindertag im Zoo in der Wingst
- Juni bis August „Sommernächte im Kurpark“: kostenlose Kurkonzerte im Kurpark Wingst, i. d. R. Freitagsabend
- Giants Run: Extrem-Hindernislauf, Anfang Juni
- Schützenfest Wingst-Westerhamm, Zweites Wochenende im Juni
- Schützenfest Wingst-Weißenmoor, Letztes Wochenende im Juni
- Schützenfest Wingst-Zollbaum, Erster Sonntag im Juli und der Sonnabend davor
- Schützenfest Wingst-Dobrock, Zweites Wochenende im Juli
- Schützenfest Wingst-Grift, Erstes Wochenende im August
- Internationales Reitturnier, das Dobrocker Reitturnier ist eines der größten Turniere Norddeutschland Ende Juli / Anfang August
- „Schlager Arena“ – Schlagerfestival, Ende August
- Tropennacht im Zoo, immer dritter Freitag im Juli
- Camp Canis, Hunde-Mensch-Rennen, September
- Norddeutscher Wasserball Mini-Cup der U11 im Hallenbad / November
- Herbst/Winter: Kochkurse im Hotel Peter
- Herbst/Winter: Schlittenhunderennen
- Olympisches Feuer Ende Dezember am und um den Aussichtsturm Deutscher Olymp

## Wirtschaft und Infrastruktur

### Tourismus
Die Wingst lebt vor allem vom Tourismus Dieser hat schon eine jahrhundertelange Tradition.
Bereits im 17. Jahrhundert zog der Johannisbrunnen als Heilquelle viele Besucher in die Wingst. Um 1800 schwärmte der damalige Otterndorfer Bürgermeister Hinrich Wilhelm Schmeelke: „Wenn die Otterndorfer auswärts ein Vergnügen suchen, so fahren sie in verabredeten Gesellschaften nach dem Dobrock, einem schönen Wald im Amte Neuhaus“. Zur Bewirtung der zahlreichen auswärtigen Gäste erhielt 1819 im Gutshaus Dobrock (heute Gästehaus des Lokals Forsthaus Dobrock) der Förster eine Schankerlaubnis um „Kaffee, Thee, Wein, Ponsch und sonstige Erfrischungen zu verabreichen“. Mit der Bahnstation Höftgrube an der am 1. November 1881 in Betrieb genommenen Unterelbebahn von Harburg nach Cuxhaven erweiterte sich das Einzugsgebiet. So schrieb 1894 Franz Buchenau „Der Dobrock ist seit langer Zeit an schönen Sommertagen ein Lieblingsziel der Umwohner aus dem Hadelnschen und Kehdingenschen. [...] Die Eisenbahn Harburg-Cuxhaven, deren Station Höftgrube unfern des Försterhauses Dobrock, der Wassermühle und des Deutschen Olymp liegt, erleichtert seinen Besuch auch für Fernerwohnende.“. Als Attraktionen erwähnt er ferner den Deutschen Olymp, die Försterei, einen Festsaal mit Tanz, die Gartenwirtschaft zum Waldschlösschen und mehr. Bei seinem Besuch am 2. Pfingstfeiertag wurden 1576 Eintrittskarten für die Veranstaltungen am Forsthaus verkauft.
Diese Entwicklung hat sich fortgesetzt, was sich an den vielen Ferienhäusern, Hotels und Herbergen und dem Campingpark und der Einrichtung eines Fremdenverkehrsbüros (Tourismuszentrale) erkennen lässt. Die ruhige und vergleichsweise unberührte Landschaft der Wingst ist mit ihrem Erholungswert als staatlich anerkannter Luftkurort auch weiterhin Kern des Tourismus. Mit der Zeit kamen hinzu der Reitsport mit mehreren Ponyhöfen und dem alljährlichen Dobrock Turnier sowie die unter dem Abschnitt Kultur und Sehenswürdigkeiten beschriebenen Attraktionen.

### Verkehr

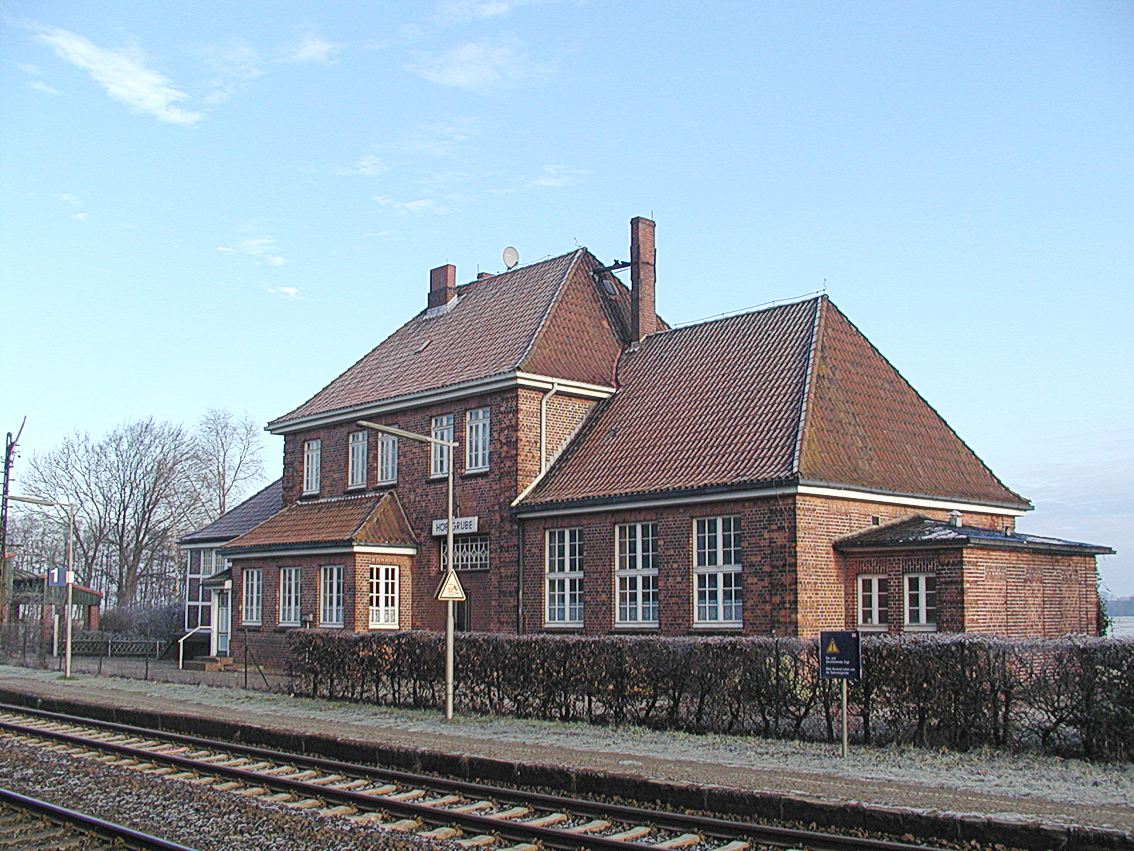
Der Wingster Bahnhof Höftgrube im Winter

Die Wingst lag schon in der Erzbischöflichen Zeit 788–1648 an der wichtigen Heerstraße von Bremervörde, der haupt Residenz der Bremer Erzbischöfe außerhalb von Bremen, nach Neuhaus, dem Verwaltungssitz für diese Region. Sie verlief von Lamstedt kommend über Weißenmoor und Ellerbruch nach Cadenberge entlang des jetzigen Ernst-August-von-der-Wense-Weg und Alten Postweg. Ab 1740 mündete dann ein von Stade kommender Postweg bei Weißenmoor in diese Straße als wichtige Verbindung zwischen Stade, das seit der schwedischen Herrschaft zum Regierungssitz geworden war, und Ritzebüttel (heutiges Cuxhaven). Bei der hohen Nutzung dieser Verbindung lohnte es sich 1839 eine Schenke zu bauen, dem damaligen Heidekrug. Bei einem 1843 verordneten Ausbau des Postwegs von Stade nach Ritzebüttel wurde dann allerdings auf Betreiben der Ostener Marschbauern der Verlauf auf die Ostseite verlegt und entsprach dann dem jetzigen Verlauf der B73. 1847 war der durch den teils anmoorigen Boden schwieriger Bau abgeschlossen.
Das Fernstraßennetz erreicht man über die B73 bei Cuxhaven zum Anschluss an die A27 (31 km) und bei Stade zum Anschluss an die A26 (45 km).
Am 1. November 1881 wurde die Unterelbebahn von Harburg nach Cuxhaven in Betrieb genommen. Die Bahnstation der Wingst befand sich in Höftgrube.
Rund um die Wingst findet sich ein gutes Radwegenetz. Der Personennahverkehr wird über Anruf-Sammeltaxen abgewickelt.

### Bildung
- Grundschule Am Wingster Wald
- Weiterführende Schulen im benachbarten Cadenberge

### Forschung
Das Deutsche GeoForschungsZentrum (GFZ) in Potsdam betrieb in Wingst eines von vier deutschen geomagnetischen Observatorien.

## Persönlichkeiten

### Söhne und Töchter der Gemeinde
- Luise Cooper (eigentlich: Adolphine Luise Cooper) (1849–1931), Entwicklungshelferin und Autorin, geboren in Wingst-Oppeln
- Rolf Geffken (1949–2023), Rechtsanwalt für Arbeitsrecht und Autor, geboren in Wingst-Höden
- Sandra Schlichting (* 1972), Malerin und Grafikdesignerin, geboren in Wingst
- Lasse Lührs (* 1996), ist deutscher Triathlet und Olympiasieger Mixed Relay (2024), geboren in Wingst[47].

### Personen, die mit der Gemeinde in Verbindung stehen
- Richard Graf von Schwerin (1892–1951), Offizier, zuletzt Generalleutnant im Zweiten Weltkrieg und u. a. Kommandeur der 79. Infanterie-Division, starb in Wingst-Dobrock
- Ernst-August von der Wense (1899–1966), Politiker (DP), Landrat im Kreis Land Hadeln und Abgeordneter im Landtag von Niedersachsen, starb in Wingst-Ellerbruch
- Mario Oehlschläger (1895–1978), Landschaftsmaler, lebte und wirkte von 1927 bis wenige Monate vor seinem Tod in der Wingst zusammen mit seiner Mutter Edwiga Gantenberg (1873–1957) einer Europa weit bekannten Ballett-Tänzerin und Primaballerina.

## Sagen und Legenden
- Remper der Riese
- Vom Riesen Wingis
- Wie die Wingst zu ihrem Namen kam
- Der Ritter von der Remperburg
- Der Balksee
- Die Stadt Balk
- Der Schatz vom Silberberg
- Der Stier vom Balksee
- Wie der Silberberg und der Gretenberg zu ihrem Namen kamen:

Vor langer Zeit solle eine Familie von Riesen in der Wingst gelebt haben. Die Mutter der Familie hieß Grete und liebte einen bewaldeten wunderschönen Hügel, der darauf ihren Namen bekam. Der Sohn mit Namen Bolik wollte, wie sein Vater Wingis auch, einen Silberschatz finden, ging auf Anraten der Mutter in den Harz und brachte einen Sack voller Steine mit nach Hause. Er hatte den Glanz von gefrorenen Steinen für Silberbrocken gehalten und erst Zuhause den Fehler bemerkt. Der Hügel, wo er die Steine verstreut hat, heißt heute Silberberg und ist die größte Erhebung in der Region. Drei der Riesensteine soll er aus Wut bis in den Wald vor Lamstedt geschleudert haben, wo sie heute noch liegen.